# Halesia diptera
Halesia diptera är en storaxväxtart som beskrevs av Carl von Linné. Halesia diptera ingår i släktet snödroppsträdssläktet, och familjen storaxväxter. Inga underarter finns listade i Catalogue of Life.

## Bildgalleri

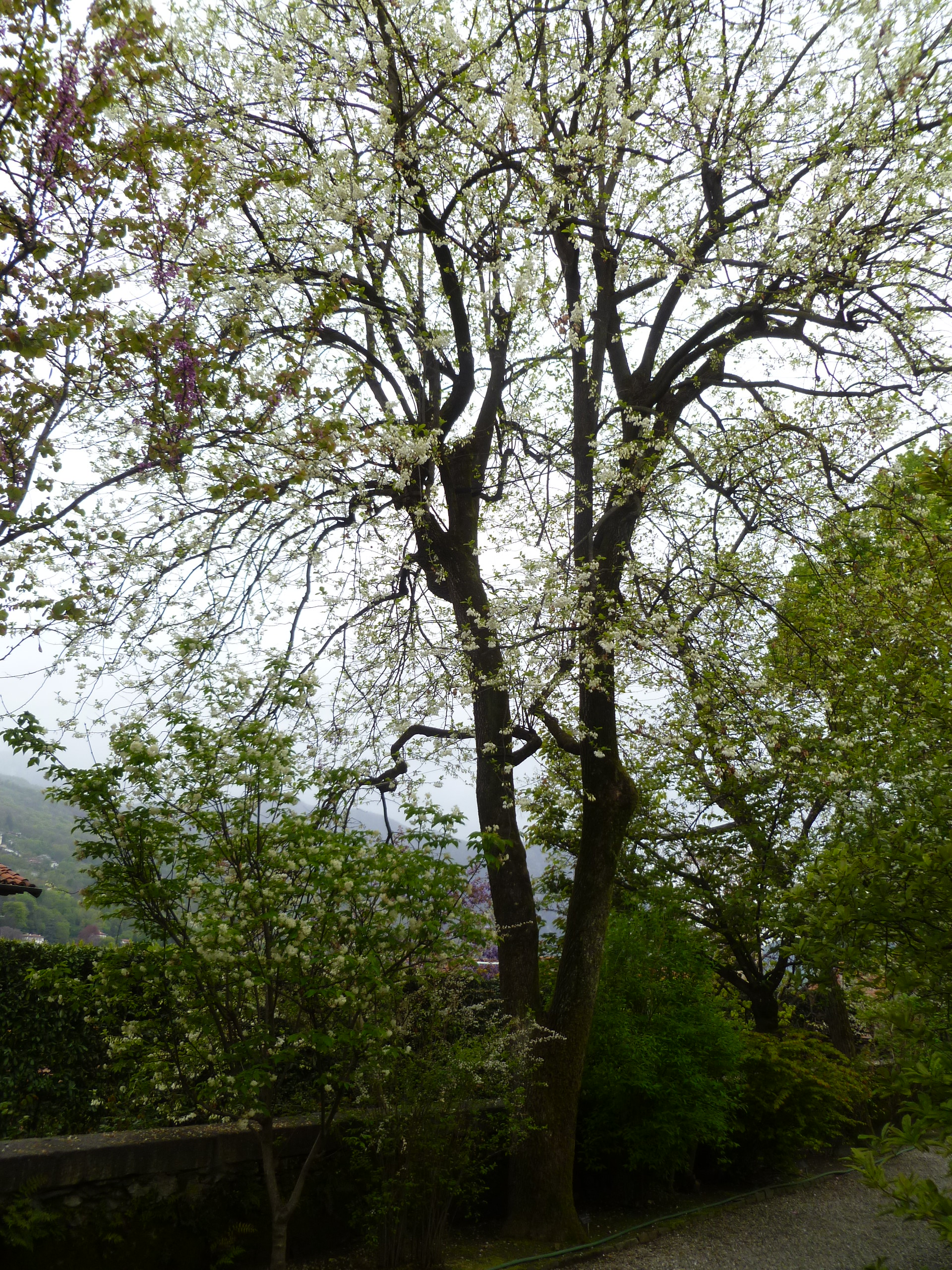
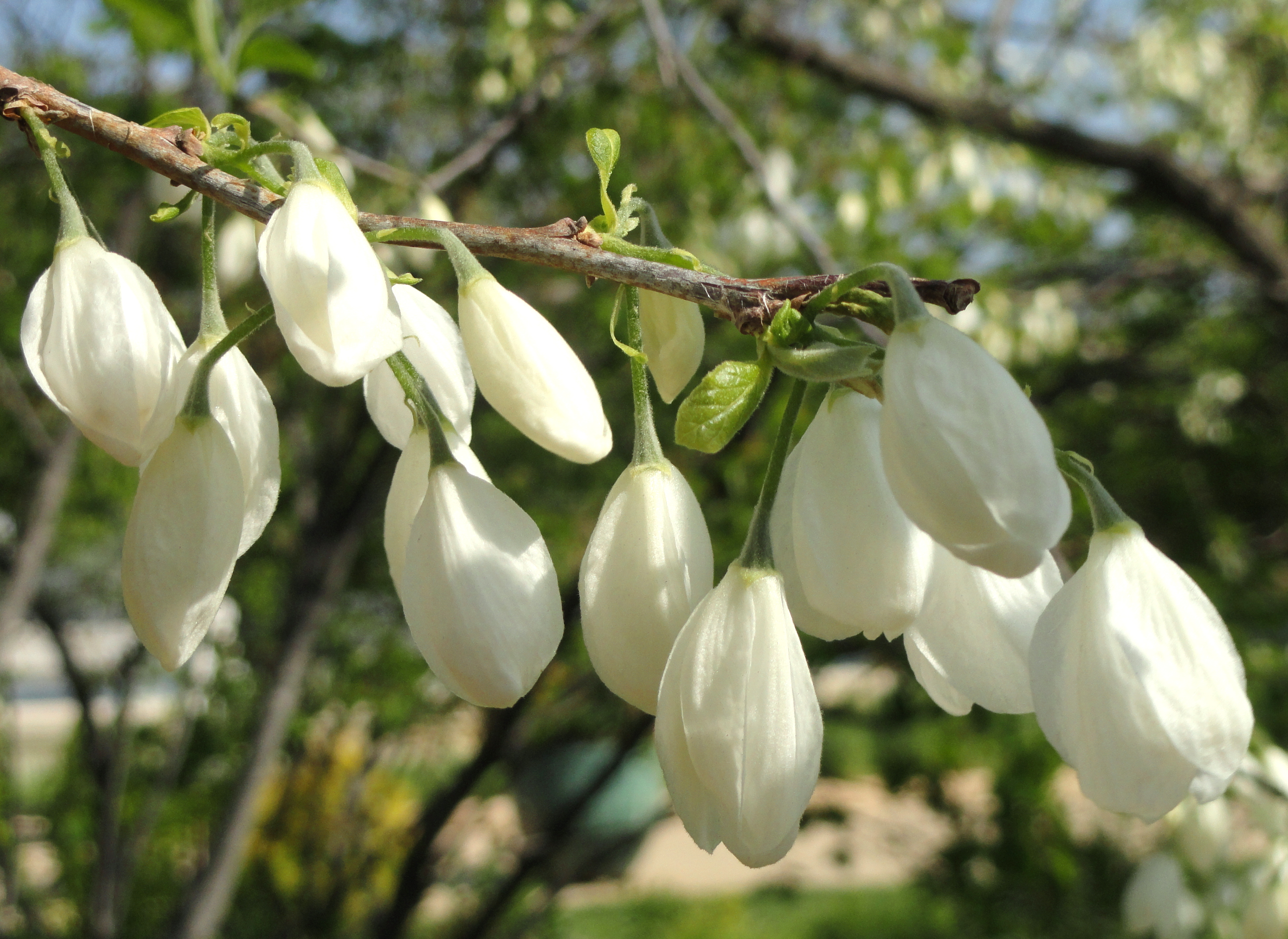
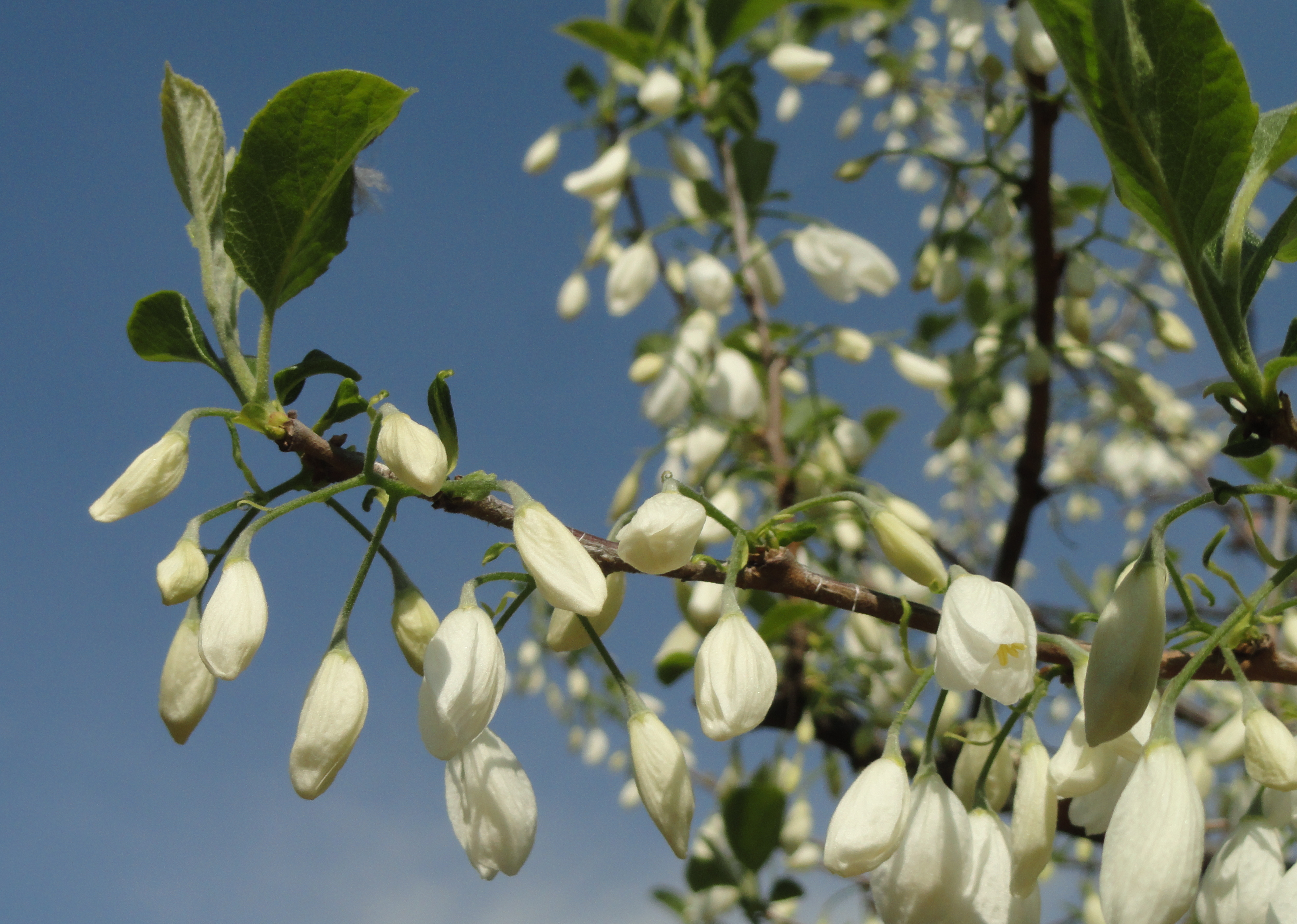
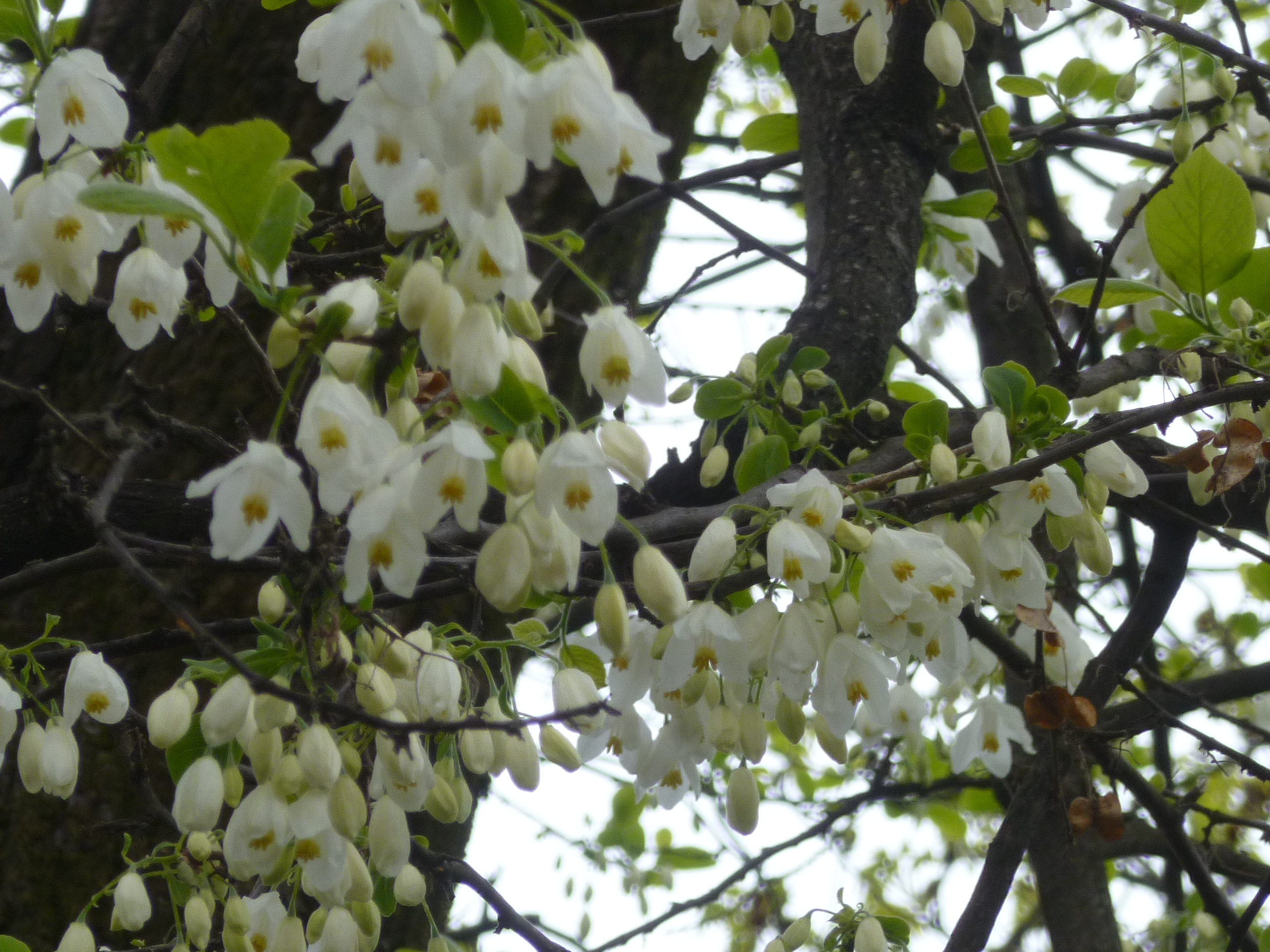